# Sialkot Lahore Motorway
Der Sialkot Lahore Motorway die M-11 ist eine Autobahn in Pakistan. Sie wurde 2018-20 zwischen Lahore und Sialkot im Norden des Landes gebaut.

## Großstädte an der Autobahn
- Sialkot
- Lahore